# Дружба (Свердловская область)
Дружба — посёлок в Алапаевском районе Свердловской области России, входящий в муниципальное образование Алапаевское. Входит в состав Толмачёвского территориального управления.

## География
Посёлок расположен на правом берегу реки Кабачихи, в 14 километрах на северо-восток от города Алапаевска.

## Население
| 2002 | 2010 |
| ---- | ---- |
| 46   | ↘23  |